# De IJkenberg

De IJkenberg is een buurt binnen Wijk 09 in de Nederlandse gemeente Doetinchem. Buurt De IJkenberg heeft een grootte van 42 hectare. De buurt kent 1.090 huishoudens. Postcode 7009 is de meest voorkomende postcode.
Het grootste deel van de buurt is ontstaan na de Tweede Wereldoorlog. Bij de bombardementen in maart 1945 was een groot aantal woningen verwoest en de gemeente plaatste daarom noodwoningen op De IJkenberg. In de jaren 50 werd begonnen met de bouw van de eerste reguliere woningen. In 1971 verrees IJkenberg Noord.

## Kleintjeskamp
Kleintjeskamp is onderdeel van De IJkenberg. In 1922 waren er al bouwplannen voor 'tuinwijk Kleintjeskamp' en dit buurtje is dan ook ouder dan De IJkenberg. Anno 2022 wordt het vooral bewoond door voormalige woonwagenbewoners. De herkomst van de naam Kleintjeskamp heeft overigens geen link met het woonwagenkamp.
Enkele bekende personen zijn afkomstig uit Kleintjeskamp, zoals voetballer Alexander Büttner en de volkszangers Willem Barth en Tinus Hoekstra. Tijdens de coronacrisis in 2021 was het er enkele malen onrustig vanwege een illegaal feest en het afsteken van vuurwerk.